# HD 72659
HD 72659は、うみへび座の方角にある黄色の主系列星である。見かけの等級は7.47等級で、地球からは約169光年離れている。
| 太陽 | HD 72659  |
| ---- | --------- |
| 太陽 | Exoplanet |

## 惑星系
2002年にケック望遠鏡による視線速度法の観測で、周囲を公転する大質量の太陽系外惑星 HD 72659 b が発見された。2022年に発表されたヒッパルコス衛星とガイア衛星によるアストロメトリ観測の分析結果から、下限質量しか求められていなかった HD 72659 b の真の質量と軌道傾斜角が求められた。また、この研究で視線速度とアストロメトリの観測結果を組み合わせて分析した結果、さらに外側を公転している褐色矮星とみられる伴星 HD 72659 c が存在していることが新たに確認された。この2つの天体の軌道傾斜角には大きなズレが生じているが、仮に2つの天体が実際には同一平面上にあると仮定すると、HD 72659 b の質量は木星の約15倍になると見積もられている。
| 名称 （恒星に近い順） | 質量                   | 軌道長半径 （天文単位） | 公転周期 (年)       | 軌道離心率         | 軌道傾斜角             | 半径 |
| --------------------- | ---------------------- | ----------------------- | ------------------- | ------------------ | ---------------------- | ---- |
| b                     | 2.988+2.586 −0.098 MJ  | 4.691+0.185 −0.202      | 9.718+0.052 −0.043  | 0.257+0.014 −0.016 | 77.583+39.898 −39.755° | —    |
| c                     | 18.806+4.442 −4.796 MJ | 13.959+0.884 −0.861     | 49.850+3.805 −3.287 | 0.091+0.055 −0.048 | 14.279+4.366 −2.678°   | —    |